# Badminton 2022
Höhepunkte des Badmintonjahres 2022 waren der Thomas Cup, der Uber Cup und die Weltmeisterschaften. Weiterhin erfolgten viele Turnier-Absagen durch die COVID-19-Pandemie.
== BWF World Tour 1000, 750 und 500 ==
| Veranstaltung         | Report            | Herreneinzel           | Dameneinzel           | Herrendoppel                          | Damendoppel                                 | Mixed                                          |
| World Tour Finals     | World Tour Finals | World Tour Finals      | World Tour Finals     | World Tour Finals                     | World Tour Finals                           | World Tour Finals                              |
| --------------------- | ----------------- | ---------------------- | --------------------- | ------------------------------------- | ------------------------------------------- | ---------------------------------------------- |
| BWF World Tour Finals | Report            | Viktor Axelsen         | Akane Yamaguchi       | Liu Yuchen Ou Xuanyi                  | Chen Qingchen Jia Yifan                     | Zheng Siwei Huang Yaqiong                      |
| Super 1000            |                   |                        |                       |                                       |                                             |                                                |
| All England           | Report            | Viktor Axelsen         | Akane Yamaguchi       | Muhammad Shohibul Fikri Bagas Maulana | Nami Matsuyama Chiharu Shida                | Yuta Watanabe Arisa Higashino                  |
| Indonesia Open        | Report            | Viktor Axelsen         | Tai Tzu-ying          | Liu Yuchen Ou Xuanyi                  | Nami Matsuyama Chiharu Shida                | Zheng Siwei Huang Yaqiong                      |
| China Open            | -                 | abgesagt               | abgesagt              | abgesagt                              | abgesagt                                    | abgesagt                                       |
| Super 750             |                   |                        |                       |                                       |                                             |                                                |
| Malaysia Open         | Report            | Viktor Axelsen         | Ratchanok Intanon     | Takuro Hoki Yugo Kobayashi            | Apriyani Rahayu Siti Fadia Silva Ramadhanti | Zheng Siwei Huang Yaqiong                      |
| Japan Open            | Report            | Kenta Nishimoto        | Akane Yamaguchi       | Liang Weikeng Wang Chang              | Jeong Na-eun Kim Hye-jeong                  | Dechapol Puavaranukroh Sapsiree Taerattanachai |
| Denmark Open          | Report            | Shi Yuqi               | He Bingjiao           | Fajar Alfian Muhammad Rian Ardianto   | Chen Qingchen Jia Yifan                     | Zheng Siwei Huang Yaqiong                      |
| French Open           | Report            | Viktor Axelsen         | He Bingjiao           | Satwiksairaj Rankireddy Chirag Shetty | Pearly Tan Thinaah Muralitharan             | Zheng Siwei Huang Yaqiong                      |
| Fuzhou China Open     | -                 | abgesagt               | abgesagt              | abgesagt                              | abgesagt                                    | abgesagt                                       |
| Super 500             |                   |                        |                       |                                       |                                             |                                                |
| India Open            | Report            | Lakshya Sen            | Busanan Ongbumrungpan | Satwiksairaj Rankireddy Chirag Shetty | Benyapa Aimsaard Nuntakarn Aimsaard         | Terry Hee Tan Wei Han                          |
| Korea Open            | Report            | Weng Hongyang          | An Se-young           | Kang Min-hyuk Seo Seung-jae           | Jeong Na-eun Kim Hye-jeong                  | Tan Kian Meng Lai Pei Jing                     |
| Thailand Open         | Report            | Lee Zii Jia            | Tai Tzu-ying          | Takuro Hoki Yugo Kobayashi            | Nami Matsuyama Chiharu Shida                | Zheng Siwei Huang Yaqiong                      |
| Indonesian Masters    | Report            | Viktor Axelsen         | Chen Yufei            | Fajar Alfian Muhammad Rian Ardianto   | Chen Qingchen Jia Yifan                     | Zheng Siwei Huang Yaqiong                      |
| Malaysia Masters      | Report            | Chico Aura Dwi Wardoyo | An Se-young           | Fajar Alfian Muhammad Rian Ardianto   | Chen Qingchen Jia Yifan                     | Zheng Siwei Huang Yaqiong                      |
| Singapore Open        | Report            | Anthony Ginting        | P. V. Sindhu          | Leo Rolly Carnando Daniel Marthin     | Apriyani Rahayu Siti Fadia Silva Ramadhanti | Dechapol Puavaranukroh Sapsiree Taerattanachai |
| Hong Kong Open        | -                 | abgesagt               | abgesagt              | abgesagt                              | abgesagt                                    | abgesagt                                       |

## Jahresterminkalender
| Datum                          | Veranstaltung                                       | Ort                 | Typ                                  |
| ------------------------------ | --------------------------------------------------- | ------------------- | ------------------------------------ |
| 11.–16. Januar 2022            | India Open 2022                                     | Neu-Delhi           | BWF Super 500                        |
| 13.–16. Januar 2022            | Estonian International 2022                         | Tallinn             | International Series                 |
| 18.–23. Januar 2022            | Syed Modi International 2022                        | Lucknow             | BWF Super 300                        |
| 20.–23. Januar 2022            | Swedish Open 2022                                   | Uppsala             | International Series                 |
| 21.–23. Januar 2022            | French Youth International                          | Cher                | U15                                  |
| 25.–30. Januar 2022            | Odisha Open 2022                                    | Cuttack             | BWF Super 100                        |
| 27.–30. Januar 2022            | Ukraine Open 2022                                   | Kiew                | International Challenge              |
| 27.–30. Januar 2022            | Iceland International abgesagt                      | Reykjavík           | Future Series                        |
| 28.–30. Januar 2022            | French International Borders                        | Grand Est           | U15                                  |
| 28.–30. Januar 2022            | Swedish Juniors abgesagt                            | Uppsala             | Junior International Series          |
| 28.–30. Januar 2022            | Swedish Youth International abgesagt                | Uppsala             | BEC-U17                              |
| 3.–6. Februar 2022             | Malta Juniors abgesagt                              | Cospicua            | Junior International Series          |
| 10.–13. Februar 2022           | Hungarian Juniors                                   | Pécs                | Junior International Series          |
| 11.–13. Februar 2022           | Spanish Youth Open                                  | Benalmádena         | BEC-U17, U15                         |
| 15.–20. Februar 2022           | Badminton-Mannschaftseuropameisterschaften abgesagt | Lahti               | BEC-Veranstaltung                    |
| 18.–18. Februar 2022           | Para-Westasienspiele                                | Manama              | Parabadminton                        |
| 25.–27. Februar 2022           | Italian Juniors abgesagt                            | Mailand             | Junior International Challenge       |
| 1.–6. März 2022                | Spain Masters abgesagt                              | Huelva              | BWF Super 300                        |
| 1.–6. März 2022                | Spanish Para Badminton International                | Vitoria-Gasteiz     | Grade 2, Level 2                     |
| 2.–5. März 2022                | Slovak Open 2022                                    | Trenčín             | Future Series                        |
| 2.–6. März 2022                | Dutch Juniors abgesagt                              | Haarlem             | Junior International Grand Prix      |
| 10.–13. März 2022              | Portugal International 2022                         | Caldas da Rainha    | International Series                 |
| 8.–13. März 2022               | German Open                                         | Mülheim an der Ruhr | BWF Super 300                        |
| 8.–13. März 2022               | Spanish Para Badminton International                | Cartagena           | Grade 2, Level 1                     |
| 9.–13. März 2022               | German Juniors abgesagt                             | Berlin              | Junior International Grand Prix      |
| 16.–20. März 2022              | All England 2022                                    | Birmingham          | BWF Super 1000                       |
| 18.–20. März 2022              | Spanish Juniors verschoben                          | Oviedo              | Junior International Series          |
| 18.–20. März 2022              | Polish Youth International                          | Bieruń              | BEC-U17                              |
| 22.–27. März 2022              | Swiss Open 2022                                     | Basel               | BWF Super 300                        |
| 24.–26. März 2022              | Israel Juniors                                      | Rischon LeZion      | Junior International Series          |
| 24.–26. März 2022              | Israel Youth International                          | Rischon LeZion      | U13, U15                             |
| 24.–27. März 2022              | Polish Open 2022                                    | Arłamów             | International Challenge              |
| 29.–3. April 2022              | Orléans Masters 2022                                | Orléans             | BWF Super 100                        |
| 31.–3. April 2022              | Ukraine Juniors verschoben                          | Dnipro              | Upgraded Junior Future Series        |
| 7.–9. April 2022               | Czech Youth International                           | Český Krumlov       | BEC-U17                              |
| 5.–10. April 2022              | Korea Open 2022                                     | Suncheon            | BWF Super 500                        |
| 7.–10. April 2022              | Dnipro Future Series verschoben                     | Dnipro              | Future Series                        |
| 7.–10. April 2022              | Alpes International                                 | Voiron              | Junior International Series          |
| 12.–17. April 2022             | Korea Masters 2022                                  | Gwangju             | BWF Super 300                        |
| 13.–16. April 2022             | Dutch International 2022                            | Wateringen          | International Series                 |
| 15.–17. April 2022             | Cyprus Juniors                                      | Nicosia             | Junior International Series          |
| 15.–18. April 2022             | JOT Youth International                             | Edegem              | U11, U13, U15, BEC-U17               |
| 18.–24. April 2022             | Brazil Para Badminton International                 | São Paulo           | Grade 2, Level 2                     |
| 25.–30. April 2022             | Badminton-Europameisterschaft 2022                  | Madrid              | BEC-Veranstaltung                    |
| 28.–1. Mai 2022                | Ukrainian Open U17 verschoben                       | Mykolajiw           | BEC-U17                              |
| 29.–1. Mai 2022                | Stockholm Juniors                                   | Stockholm           | Junior International Series          |
| 5.–8. Mai 2022                 | Luxembourg Open 2022                                | Luxemburg           | International Series                 |
| 6.–8. Mai 2022                 | Austrian Senior Open                                | St. Pölten          | Senioren                             |
| 8.–15. Mai 2022                | Thomas Cup 2022 Uber Cup 2022 Finale                | Bangkok             | BWF-Veranstaltung                    |
| 13.–15. Mai 2022               | 3 Borders International verlegt                     | Saint-Louis         | Junior International Series          |
| 13.–29. Mai 2022               | World Masters Games 2022                            | Kansai              | Senioren                             |
| 16.–22. Mai 2022               | Bahrain Para Badminton International                | Manama              | Grade 2, Level 2                     |
| 17.–22. Mai 2022               | Thailand Open 2022                                  | Bangkok             | BWF Super 500                        |
| 18.–21. Mai 2022               | Slovenia International 2022                         | Maribor             | International Series                 |
| 20.–22. Mai 2022               | Adria Youth International                           | Opatija             | U9, U11, U13, U15                    |
| 20.–22. Mai 2022               | Stockholm Vintage                                   | Sollentuna          | Senioren                             |
| 20.–22. Mai 2022               | Adria Youth International                           | Opatija             | BEC-U17                              |
| 23.–29. Mai 2022               | Dubai Para Badminton International                  | Dubai               | Grade 2, Level 2                     |
| 26.–29. Mai 2022               | Austrian Open 2022                                  | Graz                | International Series                 |
| 26.–29. Mai 2022               | Polish Youth Open                                   | Częstochowa         | BEC-U17                              |
| 2.–5. Juni 2022                | Italian International 2022                          | Mailand             | International Challenge              |
| 2.–5. Juni 2022                | Bulgaria Youth Open                                 | Pasardschik         | BEC-U17                              |
| 3.–5. Juni 2022                | Danish Junior Cup                                   | Gentofte            | Junior International Series          |
| 10.–12. Juni 2022              | Spanish Juniors                                     | La Nucia            | Junior International Series          |
| 6.–12. Juni 2022               | Canada Para Badminton International                 | Ottawa              | Grade 2, Level 1                     |
| 7.–12. Juni 2022               | Indonesian Masters 2022                             | Jakarta             | BWF Super 500                        |
| 9.–12. Juni 2022               | Lithuanian International 2022                       | Panevėžys           | Future Series                        |
| 9.–12. Juni 2022               | Denmark Masters 2022 verlegt                        | Hillerød            | International Challenge              |
| 9.–12. Juni 2022               | German Youth Open                                   | Bergisch Gladbach   | BEC-U17                              |
| 14.–19. Juni 2022              | Indonesia Open                                      | Jakarta             | BWF Super 1000                       |
| 15.–18. Juni 2022              | Bonn International 2022                             | Bonn                | Future Series                        |
| 16.–19. Juni 2022              | Croatian Juniors                                    | Dubrovnik           | Junior International Challenge       |
| 17.–19. Juni 2022              | Austrian Youth Open                                 | Dornbirn            | BEC-U17                              |
| 20.–23. Juni 2022              | Croatia Open 2022                                   | Dubrovnik           | Future Series                        |
| 23.–26. Juni 2022              | Nantes International 2022                           | Rezé                | International Challenge              |
| 23.–26. Juni 2022              | Bulgarian Junior Open                               | Pasardschik         | Junior International Challenge       |
| 23.–26. Juni 2022              | Serbian Youth International                         | Novi Sad            | U9, U11, U13, U15, BEC-U17           |
| 26.–7. Juli 2022               | World University Games                              | Chengdu             | Hochschulsport                       |
| 1.–3. Juli 2022                | Faroe Islands Juniors                               | Tórshavn            | Junior International Series          |
| 28.–2. Juli 2022               | Badminton-Europapokal 2022                          | Białystok           | BEC-Veranstaltung                    |
| 28.–3. Juli 2022               | Malaysia Open 2022                                  | Kuala Lumpur        | BWF Super 750                        |
| 30.–3. Juli 2022               | Russian Juniors abgesagt                            | Gattschina          | Junior International Series, BEC-U17 |
| 5.–10. Juli 2022               | Malaysia Masters 2022                               | Kuala Lumpur        | BWF Super 500                        |
| 6.–10. Juli 2022               | St. Petersburg White Nights abgesagt                | Gattschina          | International Challenge              |
| 7.–10. Juli 2022               | Bulgarian Youth International                       | Swilengrad          | BEC-U17                              |
| 11.–14. Juli 2022              | Bulgarian Juniors                                   | Swilengrad          | Junior International Series          |
| 11.–17. Juli 2022              | Irish Para Badminton International                  | Dublin              | Grade 2, Level 1                     |
| 12.–17. Juli 2022              | Singapore Open 2022                                 | Singapur            | BWF Super 500                        |
| 14.–16. Juli 2022              | France Youth Open                                   | Aire-sur-la-Lys     | BEC-U17                              |
| 19.–24. Juli 2022              | Chinese Taipei Open 2022                            | Taipeh              | BWF Super 300                        |
| 21.–24. Juli 2022              | Turkey Juniors verlegt                              | Ankara              | Upgraded Junior Future Series        |
| 24.–30. Juli 2022              | European Youth Olympic Festival                     | Banská Bystrica     | Youth                                |
| 25.–28. Juli 2022              | Turkey Youth Open                                   | Ankara              | BEC-U17                              |
| 25.–30. Juli 2022              | European Universities Games                         | Łódź                | Hochschulsport                       |
| 26.–31. Juli 2022              | Akita Masters abgesagt                              | Akita               | BWF Super 100                        |
| 4.–7. August 2022              | Latvia Youth International                          | Sigulda             | BEC-U17                              |
| 7.–13. August 2022             | Badminton-Senioreneuropameisterschaft 2022          | Ljubljana           | Senioren                             |
| 15.–21. August 2022            | Thailand Para Badminton International               | Pattaya             | Grade 2, Level 1                     |
| 18.–27. August 2022            | Badminton-Junioreneuropameisterschaft 2022          | Belgrad             | BEC-Veranstaltung                    |
| 19.–21. August 2022            | French Youth International                          | Talence             | BEC-U17                              |
| 21.–28. August 2022            | Badminton-Weltmeisterschaft 2022                    | Tokio               | BWF-Veranstaltung                    |
| 22.–28. August 2022            | Indonesia Para Badminton International              | Magelang            | Grade 2, Level 3                     |
| 25.–28. August 2022            | Nouvelle-Aquitaine Future Series 2022               | Pessac              | Future Series                        |
| 26.–28. August 2022            | Danish Junior Cup U17                               | Hvidovre            | BEC-U17                              |
| 31. August – 4. September 2022 | Latvia International 2022                           | Jelgava verlegt     | Future Series                        |
| 2.–4. September 2022           | Spanish Youth International                         | Ibiza               | U15, BEC-U17                         |
| 2.–4. September 2022           | Irish Juniors                                       | Dublin              | Junior International Series          |
| 30.–4. September 2022          | Japan Open 2022                                     | Osaka               | BWF Super 750                        |
| 8.–11. September 2022          | Ukraine International abgesagt                      | Charkiw             | International Series                 |
| 8.–11. September 2022          | Polish Juniors                                      | Gniezno             | Junior International Challenge       |
| 9.–16. September 2022          | Para-Asienspiele                                    | Hangzhou            | Grade 3                              |
| 12.–15. September 2022         | Spanish International 2022 verlegt                  | La Nucia            | International Challenge              |
| 12.–18. September 2022         | Parabadminton-Afrikameisterschaft                   | Kampala             | Grade 3                              |
| 14.–17. September 2022         | Belgian International                               | Löwen               | International Challenge              |
| 16.–18. September 2022         | Slovenian Juniors                                   | Otočec              | Junior International Series          |
| 19.–25. September 2022         | Uganda Para Badminton International                 | Kampala             | Grade 3, Level 3                     |
| 21.–24. September 2022         | Badminton-U15-Europameisterschaft 2022 verlegt      | Blanca Dona         | BEC-Veranstaltung                    |
| 22.–25. September 2022         | Polish International                                | Lublin              | International Series                 |
| 23.–25. September 2022         | Belgian Juniors                                     | Herstal             | Junior International Series          |
| 23.–25. September 2022         | Zagreb Youth Open                                   | Zagreb              | BEC-U17                              |
| 27.–2. Oktober 2022            | Canada Open                                         | Calgary             | BWF Super 100                        |
| 28.–1. Oktober 2022            | Finnish Open                                        | Vantaa              | International Challenge              |
| 29.–2. Oktober 2022            | Croatian International                              | Zagreb              | Future Series                        |
| 4.–9. Oktober 2022             | US Open                                             | abgesagt            | BWF Super 300                        |
| 6.–9. Oktober 2022             | Bulgarian International                             | Sofia               | Future Series                        |
| 7.–9. Oktober 2022             | Austrian Youth International                        | Mödling             | BEC-U17                              |
| 12.–16. Oktober 2022           | Dutch Open                                          | Almere              | International Challenge              |
| 12.–16. Oktober 2022           | German Ruhr U19 International                       | Mülheim an der Ruhr | Junior International Series          |
| 12.–16. Oktober 2022           | German Ruhr Youth International                     | Mülheim an der Ruhr | BEC-U17, U15                         |
| 13.–16. Oktober 2022           | Cyprus International                                | Nicosia             | Future Series                        |
| 17.–30. Oktober 2022           | Badminton-Juniorenweltmeisterschaft                 | Huelva              | BWF-Veranstaltung                    |
| 18.–23. Oktober 2022           | Indonesia Masters Super 100                         | Malang              | BWF Super 100                        |
| 18.–23. Oktober 2022           | Denmark Open                                        | Odense              | BWF Super 750                        |
| 20.–23. Oktober 2022           | Denmark Juniors                                     | Odense              | Junior International Series          |
| 20.–23. Oktober 2022           | Denmark Juniors U17                                 | Fünen               | BEC-U17                              |
| 20.–23. Oktober 2022           | Czech Open 2022                                     | Prag                | International Series                 |
| 25.–30. Oktober 2022           | French Open                                         | Paris               | BWF Super 750                        |
| 26.–29. Oktober 2022           | Israel International                                | Kibbutz Hatzor      | Future Series                        |
| 28.–30. Oktober 2022           | Finnish Juniors                                     | Espoo               | Junior International Series          |
| 28.–30. Oktober 2022           | Lithuanian Youth International                      | Druskininkai        | BEC-U17                              |
| 1.–6. November 2022            | Macau Open                                          | abgesagt            | BWF Super 300                        |
| 1.–6. November 2022            | Hylo Open                                           | Saarbrücken         | BWF Super 300                        |
| 1.–6. November 2022            | Badminton-Weltmeisterschaft für Behinderte          | Tokio               | Grade 1                              |
| 2.–4. November 2022            | Lithuanian Juniors                                  | Druskininkai        | Junior International Series          |
| 2.–5. November 2022            | Hungarian International                             | Budaörs             | International Series                 |
| 10.–13. November 2022          | Norwegian International                             | Sandefjord          | International Series                 |
| 8.–13. November 2022           | Hong Kong Open                                      | abgesagt            | BWF Super 500                        |
| 15.–20. November 2022          | Australian Open                                     | Sydney              | BWF Super 300                        |
| 16.–19. November 2022          | Irish Open                                          | Dublin              | International Challenge              |
| 21.–27. November 2022          | Parabadminton-Panamerikameisterschaft               | Cali                | Grade 3                              |
| 22.–27. November 2022          | New Zealand Open                                    | abgesagt            | BWF Super 300                        |
| 24.–27. November 2022          | Slovenia Future Series                              | Brežice             | Future Series                        |
| 25.–27. November 2022          | Portugal Youth Open                                 | Caldas da Rainha    | BEC-U17                              |
| 28.–4. Dezember 2022           | Peru Para Badminton International                   | Lima                | Grade 2, Level 2                     |
| 29.–4. Dezember 2022           | China Open                                          | abgesagt            | BWF Super 1000                       |
| 6.–11. Dezember 2022           | Fuzhou China Open                                   | abgesagt            | BWF Super 750                        |
| 8.–11. Dezember 2022           | Malta Future Series 2022                            | Cospicua            | Future Series                        |
| 14.–18. Dezember 2022          | BWF World Tour Finals                               | Guangzhou           | BWF World Tour Finals                |
| 15.–18. Dezember 2022          | Polish Juniors                                      |                     | Junior International Series          |
| 19.–22. Dezember 2022          | Turkey Open 2022                                    | Ankara              | International Series                 |
| 27.–29. Dezember 2022          | Baltic Youth Open                                   | Tartu               | U14, U16, U18                        |